# Phoradendron wattii
Phoradendron wattii là một loài thực vật có hoa trong họ Santalaceae. Loài này được Krug & Urb. miêu tả khoa học đầu tiên năm 1897.